# Geronticus calvus
El ibis calvo o ibis calvo del sur (Geronticus calvus) es una especie de ave pelecaniforme de la familia Threskiornithidae. Se encuentra confinado en regiones montañosas de Sudáfrica oriental, Lesoto y Suazilandia. Estas aves se alimentan de grandes insectos, pequeños vertebrados, moluscos y gusanos. Estos ibis acuden presurosos, sobre todo, a áreas recién incendiadas. Son aves tímidas, nómadas en pequeños grupos. El periodo de reproducción se prolonga desde septiembre a diciembre, pero a veces se inicia ya en julio. No se conocen subespecies.